# Kanton Brive-la-Gaillarde-1
Brive-la-Gaillarde-1 is een kanton van het Franse departement Corrèze. Het kanton maakt deel uit van het arrondissement  Brive-la-Gaillarde.  

Het telt 12.269 inwoners in 2018.

Het kanton werd gevormd ingevolge het decreet van 24  februari 2014 met uitwerking op 22 maart 2015.

## Gemeenten
Het kanton Brive-la-Gaillarde-1 omvat enkel een (westelijk) deel van de gemeente:  Brive-la-Gaillarde.